# Michael Dawson (homme politique)
Pour les articles homonymes, voir Michael Dawson et Dawson.
Michael Dawson  (né le 20 octobre 1976) est un homme politique canadien du Nouveau-Brunswick. 
Il est député provincial progressiste-conservateur de la circonscription néo-brunswickoise de Miramichi-Sud-Ouest-Baie du Vin d'une élection partielle en 2022 à 2024 et de Miramichi-Ouest de 2024 à sa démission en mars 2025,,.
Il est aussi député fédéral conservateur de la circonscription néo-brunswickoise de Miramichi—Grand Lake depuis 2025.